# Vicia menziesii
Vicia menziesii là một loài thực vật có hoa trong họ Đậu. Loài này được Spreng. miêu tả khoa học đầu tiên.

## Hình ảnh

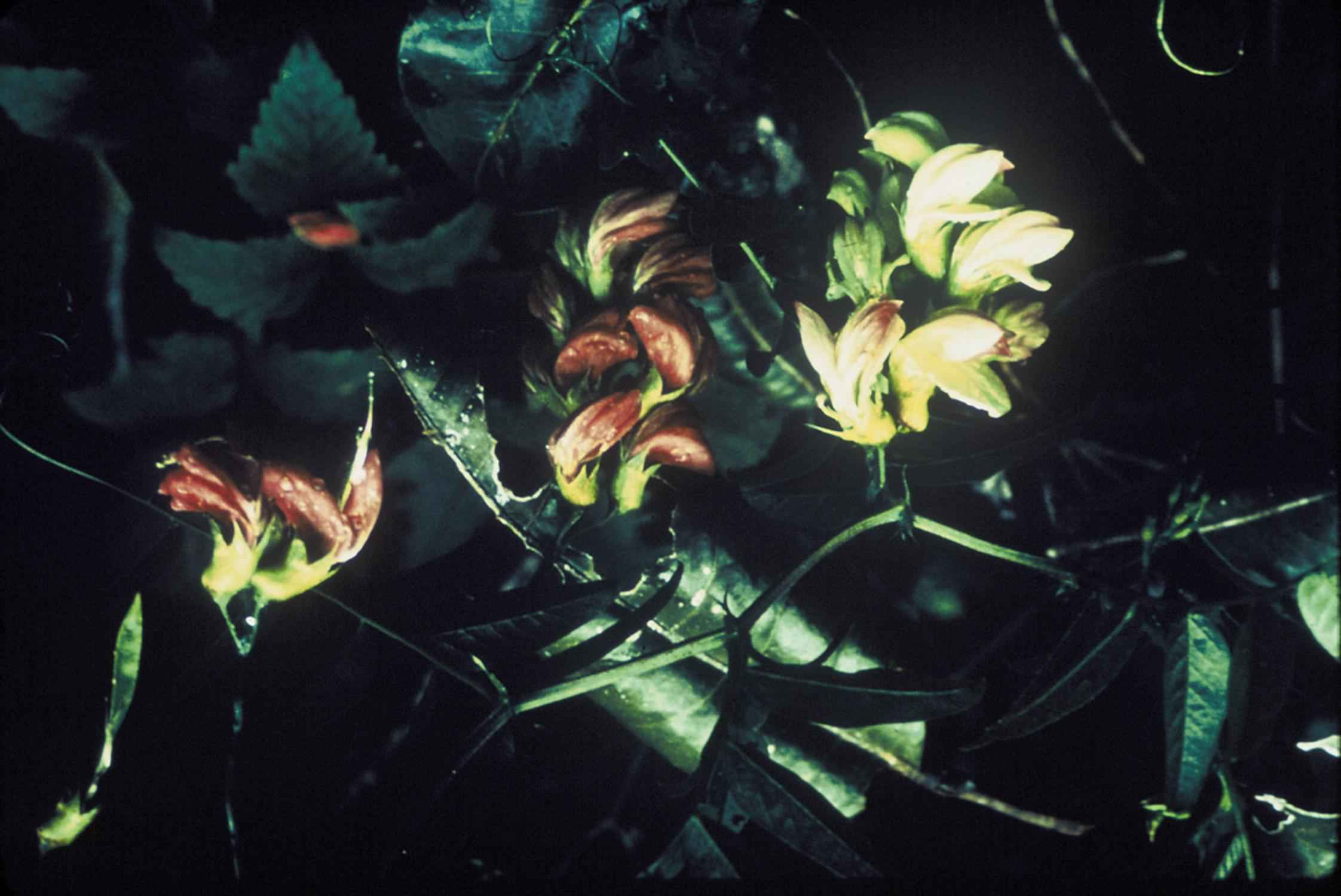